# Georgi Markov (labdarúgó)
Georgi Markov, bolgárul: Георги Марков (Gocse Delcsev, 1972. január 20. – Szófia, 2018. február 18.) válogatott bolgár labdarúgó, hátvéd.

## Pályafutása

### Klubcsapatban
1982-ben kezdte a labdarúgást a Pirin csapatában, ahol 1990-ben mutatkozott be az első csapatban. 1993 és 1996 között a Botev Plovdiv, 1996 és 2000 között a Lokomotiv Szofija labdarúgója volt. 2000 és 2003 között a Levszki Szofija játékosa volt, 2002-ben kölcsönben szerepelt a török Trabzonspor együttesében. 2003–04-ben a Lokomotiv Szofija, majd 2004–05-ben a Levszki Szofija játékosa volt ismét. 2005–06-ban a görög Ergotélisz csapatában szerepelt. 2006-ban visszatért a Lokomotivhoz és itt fejezte be az aktív labdarúgást 2011-ben.

### A válogatottban
1999 és 2005 között 36 alkalommal szerepelt a bolgár válogatottban és egy gólt szerzett.

## Halála
2015. február 8-án a Lokomotiv Szofija csapatával edzőtáborozott a törökországi Antalyán, amikor szívrohamot szenvedett. A második szívroham 2018. február 18-án 46 évesen otthonában érte, amit már nem élt túl.

## Sikerei, díjai
Levszki Szofija
- Bolgár bajnokság
  - bajnok: 2000–01, 2001–02
- Bolgár kupa
  - győztes: 2002, 2003, 2005